# Генрік Андерсен
Генрік Андерсен (дан. Henrik Andersen; нар. 7 травня 1965, Амагер) — данський футболіст, що грав на позиції захисника. По завершенні ігрової кар'єри — футбольний агент.
Виступав за клуби «Андерлехт» та «Кельн», а також національну збірну Данії. У складі збірної — чемпіон Європи.

## Клубна кар'єра
Вихованець футбольної школи клубу «Фремад Амагер».
В липні 1982 року переїхав за кордон, щоб грати за бельгійський «Андерлехт». У своєму першому сезоні з клубом, у віці 18 років, він виграв міжнародний Кубок УЄФА. У наступні роки він виграв три чемпіонати Бельгії і два бельгійських Кубка. Всього провів за клуб вісім сезонів, взявши участь у 171 матчі чемпіонату. Більшість часу, проведеного у складі «Андерлехта», був основним гравцем захисту команди.
1990 року перейшов до західнонімецького «Кельна», за який відіграв наступні вісім сезонів. Спочатку Андерсен став основним гравцем клубу і досяг з ним в 1991 році фіналу Кубка Німеччини, де програв в серії пенальті «Вердеру». Після травми коліна, отриманої на Євро-1992, Андерсен провів 11 місяців в реабілітації, перш ніж він повернувся на поле в травні 1993 року, але незабаром після цього він отримав травму хрестоподібної зв'язки та не грав до лютого 1994 року. Надалі данець продовжував зазнавати болю через травми й виходив на поле вкрай нерегулярно і лише у сезоні 1996/97 знову зміг стати основним гравцем, зігравши 28 з 34 ігор Бундесліги. Після чергової травми Генрік закінчив свою кар'єру в травні 1998 року у віці 33 років, і став спортивним агентом в грудні того ж року.

## Виступи за збірні
Протягом 1982—1985 років залучався до складу молодіжної збірної Данії. На молодіжному рівні зіграв у 7 офіційних матчах.
В травні 1985 року дебютував в офіційних матчах у складі національної збірної Данії і наступного року у складі збірної був учасником чемпіонату світу 1986 року у Мексиці, де зіграв у трьох матчах.
Євро-1988 змушений був пропустити через травму.
Згодом був основним захисником збірної на переможному чемпіонаті Європи 1992 року у Швеції, проте у півфінальному матчі з Нідерландами отримав важку травму в другому таймі в зіткненні з Марко ван Бастеном, через що був змушений пропустити фінальний матч і повернувся в збірну лише в серпні 1994, зігравши свій останній матч за неї.
Всього за кар'єру в національній команді, яка тривала 10 років, провів у формі головної команди країни 30 матчів, забивши 2 голи.

## Титули та досягнення
- Чемпіон Бельгії:

«Андерлехт»: 1984–85, 1985–86, 1986–87
- Володар Кубка Бельгії:

«Андерлехт»: 1987-88, 1988-89
- Володар Суперкубка Бельгії:

«Андерлехт»: 1985, 1987
- Володар Кубка УЄФА:

«Андерлехт»: 1982-83
- Чемпіон Європи:

Данія: 1992

## Особисте життя
Його син, Крістофер Андерсен, також є футболістом.